# Третьяков, Владимир Евгеньевич
Влади́мир Евге́ньевич Третьяко́в (12 декабря 1936 — 8 января 2021) — советский и российский математик, общественный деятель, доктор физико-математических наук, профессор, член-корреспондент РАН, ректор (1993—2006) и президент (2006—2011) Уральского государственного университета им. А. М. Горького, советник ректора Уральского федерального университета им. первого Президента России Б. Н. Ельцина в 2011—2021 годах. Являлся членом экспертной комиссии РСОШ по информатике.

## Биография
Родился 12 декабря 1936 года в Туле.
Окончил физико-математический факультет УрГУ в 1959 г. по специальности «механика»; аспирантуру — 1962 г., кандидат физико-математических наук (1966). Тема кандидатской диссертации: «Задача о встрече движений», научный руководитель — Н. Н. Красовский. В 1963 году, окончив аспирантуру УрГУ, остался работать в университете. Доктор физико-математических наук (1986), профессор (1987). Тема докторской диссертации: «Стохастические и детерминированные дифференциальные игры». Заместитель декана (1968—1971) и декан (1972—1976) математико-механического факультета УрГУ.
Проректор УрГУ по научной работе (1988—1993). Ректор УрГУ c 1993 по 2006 год. Заведующий кафедрой информатики и процессов управления (с 1987).
Жена Куперман Лина Моисеевна (1937—2014), его однокурсница, позднее — так же как и он, преподавала на математико-механическом факультете. В браке родилось трое детей (сыновья Сергей и Михаил, дочь Любовь).
В июне 2007 года в честь В. Е. Третьякова названа малая планета «VET» (№ 13479).
Скончался 8 января 2021 года в Екатеринбурге. Похоронен на Широкореченском кладбище .

## Работа в должности ректора УрГУ
За время ректорства В. Е. Третьякова (1993—2006) в УрГУ создано 3 новых факультета, 21 кафедра, 11 новых направлений магистерской подготовки, 33 новых специальности подготовки студентов, 13 специальностей подготовки аспирантов и 28 — подготовки докторантов. В университете также была создана система непрерывного образования, начиная со школьной скамьи в специализированном учебно-научном центре (СУНЦ УрГУ, созданном ещё до 1993 года) и заканчивая аспирантурой, докторантурой, институтами переподготовки и повышения квалификации во всех сферах общественных и естественных наук. На 13 факультетах вуза впервые на Урале введена многоуровневая система подготовки студентов. Открыт ряд образовательных центров и филиалов. В 1998 году УрГУ присвоено звание «Лидер в бизнесе 1998 года».
Известен как активный член совета Союза ректоров России, заместитель председателя совета ректоров вузов Екатеринбурга и Свердловской области. Являлся членом президиума Уральского отделения (УрО) РАН, курирующим процесс интеграции университетского образования и академической науки; членом комиссии РАН по связям с высшей школой; членом президиума Евразийской ассоциации университетов, научного совета Американского благотворительного фонда поддержки информатизации образования и науки.
В 2004 году В. Е. Третьяков стал одним из инициаторов создания Большого Евразийского Государственного Университета в Екатеринбурге (БЕГУ).
В 2006 году избран президентом УрГУ.

## Научная деятельность
Областью научных интересов В. Е. Третьякова является круг задач, связанных с проблемами устойчивости, стабилизации и управления динамическими процессами. Эти исследования выполняются в рамках тематики крупнейшей научной школы по дифференциальным уравнениям, возглавляемой академиком РАН Н. Н. Красовским.
В. Е. Третьяковым опубликовано около 90 научных работ. В последние годы им также выполнен ряд исследований, относящихся к проблемам управления высшей школой, к построению образовательных компьютерных сетей передачи данных, к совершенствованию организационно-экономических механизмов, особенно в рамках интеграции высшего образования и Российской академии наук.
В 2000 году избран членом-корреспондентом РАН по отделению проблем энергетики, машиностроения, механики и процессов управления.

## Общественная деятельность
- Член Научно-технического совета Министерства образования и науки РФ;
- Председатель Научного совета Конкурса грантов по гуманитарным наукам Министерства образования и науки РФ;
- Заместитель председателя Совета ректоров вузов г. Екатеринбурга и Свердловской области;
- Член Президиума Уральского отделения РАН;
- Заместитель председателя Объединенного совета по математике, механике и информатике УрО РАН;
- Член Исполкома «Конгресса интеллигенции Российской Федерации», председатель Уральского отделения Конгресса;
- Председатель Общественной палаты Свердловской области;
- Член комиссии по помилованию при Губернаторе Свердловской области.

## Награды и звания
- Грамоты Министерства образования Российской Федерации, Губернатора и Правительства Свердловской области, грамотами Главы города Екатеринбурга
- Медаль «За освоение целинных земель» (1958 г.)
- Медаль «За доблестный труд в ознаменовании 100-летия со дня рождения В. И. Ленина» (1970 г.)
- Медаль «Ветеран труда» (1997 г.)
- В 1996 г. В. Е. Третьяков награждён нагрудным знаком «Почётный работник высшего профессионального образования Российской Федерации»
- В 1997 году ему присвоено почётное звание «Заслуженный работник высшей школы Российской Федерации»
- В 2000 году ему присуждена премия Президента Российской Федерации в области образования[3]
- За содействие в организации университетской подготовки по компьютерной безопасности в 2005 году награждён медалью «За укрепление государственной системы защиты информации» II степени.
- В 2008 году указом Президента России награждён орденом Почёта.
- Почётный гражданин города Екатеринбурга